# Seoni (Himachal Pradesh)
Seoni è una suddivisione dell'India, classificata come nagar panchayat, di 1.529 abitanti, situata nel distretto di Shimla, nello stato federato dell'Himachal Pradesh. In base al numero di abitanti la città rientra nella classe VI (meno di 5.000 persone).

## Geografia fisica
La città è situata a 31° 14' 31 N e 77° 06' 43 E.

## Società

### Evoluzione demografica
Al censimento del 2001 la popolazione di Seoni assommava a 1.529 persone, delle quali 762 maschi e 767 femmine. I bambini di età inferiore o uguale ai sei anni assommavano a 183, dei quali 98 maschi e 85 femmine. Infine, coloro che erano in grado di saper almeno leggere e scrivere erano 1.225, dei quali 628 maschi e 597 femmine.